# Psicopata Americano
American Psycho (bra/prt: Psicopata Americano) é um filme de horror psicológico satírico americano de 2000 dirigido por Mary Harron, que coescreveu o roteiro com Guinevere Turner. É baseado no romance do mesmo nome de 1991 por Bret Easton Ellis. O filme tem no elenco Christian Bale, Willem Dafoe, Jared Leto, Josh Lucas, Chloë Sevigny, Samantha Mathis, Cara Seymour, Justin Theroux, Guinevere Turner e Reese Witherspoon.
O produtor Edward R. Pressman comprou os direitos de filmagem para o romance em 1992. Após discussões com David Cronenberg caírem a parte, Harron foi trazida para dirigir e elencou Bale no papel principal. Lionsgate adquiriu a distribuição mundial em 1997 e temporariamente substituiu Harron e Bale com Oliver Stone como diretor e Leonardo DiCaprio retratando Patrick Bateman. DiCaprio saiu em favor de The Beach e Harron e Bale foram trazidos de volta.
American Psycho estreou no Sundance Film Festival em 21 de janeiro de 2000, e foi lançado nos cinemas em 14 de abril de 2000. O filme foi um sucesso financeiro e recebeu geralmente revisões positivas, com particular elogio direcionado para a performance de Bale e o roteiro. Tem desde então desenvolvido um seguimento cult.

## Enredo
Em 1987, a vida de um rico banqueiro de investimentos de Nova Iorque, Patrick Bateman, gira ao redor de jantar em restaurantes chiques enquanto mantém as aparências para sua noiva Evelyn e seu círculo de associados ricos, a maioria de quem ele desgosta. Bateman descreve os apetrechos materiais de seu estilo de vida, incluindo seu diário exercício matinal, rotina de embelezamento, guarda-roupa estilístico e mobília cara. Ele também discute sua coleção de música, na qual inclui Huey Lewis and the News, Phil Collins e Whitney Houston.
Bateman e seus associados ostentam seus cartões de negócios em uma demonstração de vaidade. Enfurecido pela superioridade do cartão do colega de trabalho Paul Allen, Bateman assassina um homem sem-teto e mata o cão do homem. Em uma festa de Natal, Bateman faz planos para ter um jantar com Allen, que confunde Bateman com outro colega de trabalho, Marcus Halberstram. Bateman deixa Allen bêbado e atrai ele de volta para seu apartamento. Enquanto toca "Hip to Be Square" na caixa de som, Bateman compõe um monólogo para Allen sobre os méritos artísticos da canção e de Huey Lewis and the News, e então mata ele com um machado cromado. Ele descarta o corpo de Allen, e então vai até seu apartamento para encenar a situação para que outros acreditem que Allen tinha corrido longe para Londres. Bateman é mais tarde entrevistado sobre o desaparecimento de Allen em seu escritório pelo detetive particular Donald Kimball.
Durante a noite, Bateman leva duas prostitutas, a quem ele nomeia Christie e Sabrina, para seu apartamento e explica para elas a melhoria que ele viu na banda Genesis após eles se distanciarem do rock progressivo em direção para um som mais pop rock começando com o álbum Duke. Após o sexo, Bateman diz a elas para ficarem, enquanto tira para fora instrumentos que ele usa para danos corporais. Na próxima cena, elas deixam seu apartamento evidentemente ensanguentadas e maltratadas.
No próximo dia, o colega de Bateman, Luis Carruthers, revela seu novo cartão de negócios. Bateman tenta matar Luis no banheiro de um caro restaurante e tenta estrangular ele. Luis confunde a tentativa de assassinato com uma investida sexual e declara seu amor por Bateman, que foge com nojo. Após assassinar uma modelo, Bateman convida sua secretária, Jean, para jantar, sugerindo para ela encontrar ele em seu apartamento para tomar drinques antes. Quando Jean chega, Bateman, sem o conhecimento dela, segura uma arma de pregos na parte de trás de sua cabeça enquanto os dois conversam. Quando ele recebe uma mensagem da secretária eletrônica de sua noiva, Evelyn, ele pede para Jean sair.
Kimball encontra Bateman para um almoço e conta para ele que ele não está sob suspeita. Bateman mais tarde convida Christie e sua conhecida Elizabeth até o apartamento de Allen para sexo, matando Elizabeth durante o ato. Christie corre, descobrindo múltiplos corpos femininos em vários quartos quando ela procura por uma saída. Bateman persegue ela nu enquanto segura uma motosserra, e joga nela enquanto ela foge em uma escadaria, matando ela.
Bateman interrompe seu relacionamento com Evelyn. Naquela noite, ele usa um caixa eletrônico e encontra um gatinho vagando. O caixa exibe o texto "insira um gato abandonado". Quando ele prepara para atirar no gato, uma mulher vê e tenta parar ele; ele atira nela e deixa o gato ir livre. Uma perseguição policial ocorre mas Bateman destrói os carros de polícia atirando em seus tanques de gasolina. Correndo para seu escritório, Bateman entra no prédio de escritórios errado, onde ele assassina um guarda de segurança e um zelador. Em um escritório que ele acredita ser seu, Bateman chama seu advogado Harold Carnes e freneticamente deixa uma longa confissão em relação aos assassinatos na secretária eletrônica de Carnes.
Bateman então se reúne novamente com o Detetive Kimball, que permanece desconfiado dele, mas não pode provar que Allen foi assassinado, já que Allen foi flagrado em Londres após o suposto assassinato, com testemunha sendo incerta no início. Kimball diz a Bateman que é possível que Allen tenha saído de férias sem informar ninguém, deixando Bateman visivelmente perturbado.
Na manhã seguinte, Bateman visita o apartamento de Allen, esperando para limpar os remanescentes de Allen, mas está vago, frescamente pintado e para venda. Ele pretende ser um potencial comprador mas a corretora engana Bateman para descobrir que ele não está lá para comprar o apartamento. Ela então enigmaticamente diz para ele que esse não é o apartamento de Paul Allen, antes de pedir para que ele saia. Quando Bateman vai ao encontro com seus colegas e advogado para o almoço, Jean, assustada, encontra detalhados desenhos de assassinatos e mutilações no diário de escritório de Bateman, implicando que seus assassinatos podem ser invenções da imaginação de Bateman.
Bateman vê Carnes em um restaurante e menciona a mensagem telefônica que ele deixou na noite anterior. Carnes confunde Bateman com outro colega e ri da mensagem telefônica de confissão como se fosse uma piada. Bateman desesperadamente explica quem ele é e novamente confessa os assassinatos, mas Carnes diz que é impossível, já que ele tinha jantado com Allen em Londres dias antes. Bateman retorna para seus amigos confuso e abatido, onde eles brevemente meditam sobre se Ronald Reagan é um homem inofensivo ou um psicopata escondido, antes de discutirem suas reservas de jantar novamente. Deixando a possibilidade de que ninguém sabe que ele é um assassino, ou que ele simplesmente alucinou as várias matanças, a narração voice-over de Bateman revela sua percepção que ele irá escapar da punição que ele deseja, e que não tem havido alguma catarse: "Esta confissão nada significa".

## Elenco
- Christian Bale como Patrick Bateman
- Willem Dafoe como Detective Donald Kimball
- Jared Leto como Paul Allen
- Josh Lucas como Craig McDermott
- Samantha Mathis como Courtney Rawlinson
- Matt Ross como Luis Carruthers
- Bill Sage como David Van Patten
- Chloë Sevigny como Jean
- Cara Seymour como Christie
- Justin Theroux como Timothy Bryce
- Guinevere Turner como Elizabeth
- Reese Witherspoon como Evelyn Williams
- Krista Sutton como Sabrina
- Stephen Bogaert como Harold Carnes

## Produção
O produtor Edward R. Pressman comprou os direitos de filmagem para adaptar o romance de Bret Easton Ellis, American Psycho em 1992, com Johnny Depp expressando interesse no papel principal. Após negociações com Stuart Gordon para dirigir não seguirem adiante, David Cronenberg foi escalado e trouxe o próprio Ellis para adaptar o romance para um roteiro. O processo foi difícil para Ellis, devido aos constrangimentos de cenas pensadas por Cronenberg e por ele não querer usar qualquer material de clubes noturnos ou restaurantes do romance. O script terminou com uma elaborada sequência musical para "Daybreak" de Barry Manilow no topo do World Trade Center. "Estou agradecido que isso não foi gravado, mas aquele tipo mostra para você onde eu estava quando eu fui escrever o script," Ellis refletiu. "Eu estava entediado com o material." Cronenberg foi ainda listado como sendo cotado para dirigir em março de 1994, mas com um novo roteiro escrito por Norman Snider.
Pressman apareceu no Festival de Cinema de Cannes de 1996 para pré-vender os direitos de distribuição, mas não teve sucesso. Mary Harron substituiu Cronenberg como diretora enquanto escrevia um novo script com Guinevere Turner; sua abordagem para o material e o personagem de Bateman foi influenciada pelo filme de terror giallo de Mario Bava Hatchet for the Honeymoon, com o roteirista de Bava, Tim Lucas notando que ambos os filmes retratam seus respectivos personagens como sendo motivados por um desejo de autodescoberta em suas matanças. Harron escalou Christian Bale em um acordo de boa fé, e escalou Willem Dafoe e Jared Leto para papéis de apoio. O desenvolvimento seguiu para frente por seis anos sofrendo rejeição pelos estúdios de Hollywood quando a então distribuidora independente canadense Lionsgate Films adquiriu a os direitos para distribuição mundial em abril de 1997. Após esperar por um ano, Bale e Harron estavam pretendendo começar a filmar em agosto de 1998 com um orçamento entre 6 e 10 milhões de dólares, mas a Lionsgate, em vez disso, buscou Edward Norton e Leonardo DiCaprio para o papel principal, argumentando que Bale não era famoso o suficiente. A Lionsgate estava ainda esperando finalizar um acordo com Harron, enquanto o acordo de aperto de mão de Bale sem um pagamento ou contrato de atuação foi esquecido. Harron recusou-se a encontrar com DiCaprio, estando descontente, já que ela preferia Bale e acreditava que  DiCaprio soaria muito infantil interpretando Patrick Bateman. Ela também acreditava que a reputação do ator como ídolo adolescente por sua atuação em Romeo + Juliet seguido de Titanic iria distorcer a produção e o tom do filme.
A Lionsgate estava planejando aumentar o orçamento de produção para 40 milhões de dólares na esperança de assegurar o cachê de 21 milhões pedido por DiCaprio. No Festival de Cinema de Cannes de, um comunicado de imprensa foi emitido dizendo que DiCaprio tinha aceitado a oferta, a qual foi rapidamente refutada pelo empresário de DiCaprio, Rick Yorn, que afirmou que o ator tinha simplesmente expressado ter interesse no projeto. Yorn também queria deixar claro que DiCaprio não tinha conhecimento da história do envolvimento entre Harron e Bale. DiCaprio elaborou uma curta lista de diretores para substituir Harron, incluindo Oliver Stone, Danny Boyle, e Martin Scorsese. Trabalhando a partir de um novo script escrito por Matthew Markwalder, Stone foi escalado, a quem Harron chamou "provavelmente a única pior pessoa solteira para fazer isso". O diretor queria eliminar o tom de sátira do script de Harron, enfatizando os traços psicológicos do personagem de Patrick Bateman. Entretanto, Stone não conseguia concordar sobre a direção do filme com DiCaprio, que decidiu abandonar o projeto e estrelar The Beach em vez disso.
Bale permaneceu comprometido, recusando outros papéis em filmes e audições por nove meses, confiante de que DiCaprio iria embora. A Lionsgate ainda fez uma oferta para Ewan McGregor, que recusou após Bale pessoalmente incitar ele a fazer isso. Harron e Bale foram eventualmente trazidos de volta sob um acordo de que o orçamento não iria excederia 10 milhões de dólares. Bale gastou vários meses treinando por si mesmo, e mais tarde três horas por dia com um treinador durante a pré-produção, para alcançar a apropriada psiquê para o narcisismo de Bateman. Harron revelou que Bale lutou com o papel até ele assistir Tom Cruise em uma entrevista no programa Late Night with David Letterman, e ser atingido pela energia de Cruise e sua "intensa amizade com nada por trás dos olhos". Bale também usou a performance de Nicolas Cage em Vampire's Kiss como inspiração para o papel. Filmagem começou em março de 1999 em Toronto, Canadá.

## Marketing
Como promoção, um poderia se registrar para receber e-mails "de" Patrick Bateman, supostamente para seu terapeuta. Os e-mails, escritos por um escritor ligado ao filme e aprovado pelo autor do livro, Bret Easton Ellis, seguem a vida de Bateman desde os eventos do filme. Ele discute tais desenvolvimentos como seu casamento com (e iminente acordo de divórcio com) sua anterior secretária, Jean, sua completa adoração de seu filho, Patrick Jr., e seus esforços para triunfar sobre seus rivais de negócios. Os e-mails também descrevem ou mencionam interações com outras personagens do romance, incluindo Timothy Price (Bryce na versão fílmica), Evelyn, Luis, Courtney, David, Detective Kimball, e Marcus. Entretanto, a estrela do filme, Christian Bale, não estava feliz com esse tipo de marketing: "Minha principal objeção é que algumas pessoas pensam que isso irá ser eu retornando estes e-mails. Eu não gosto disso ... Eu penso que o filme fica de pé em seus próprios méritos e deveria atrair uma audiência que pode apreciar sátira inteligente. Isso não é um filme slasher, mas também não é American Pie. O marketing deve refletir isso."
Lionsgate gastou $50,000 em um jogo de mercado de ações online, Make a Killing with American Psycho, qual convidava jogadores para investir em filmes, atores, ou músicos usando falso dinheiro de Hollywood. Essa jogada de marketing fez pouco para ajudar a receita do filme mas o co-presidente do estúdio, Tom Ortenberg, ainda afirmou que isso foi um sucesso: "O objetivo era para ganhar exposição e consciência para o filme, e nós fizemos isso," ele disse. "Lionsgate irá fazer um arrumado lucro do filme."

## Trilha sonora
A trilha sonora para o filme foi pontuada por John Cale, com artistas tais como David Bowie, The Cure, e New Order. A canção "Hip to Be Square" de Huey Lewis and the News aparece no filme e foi inicialmente intencionada para estar no álbum da trilha sonora, mas foi removida do álbum devido para falta de direitos de publicação. Como um resultado, Koch Records foi forçada para recolher aproximadamente 100,000 cópias do álbum qual foram destruídas. Presidente da Koch Records, Bob Frank, disse, "Como um resultado da violenta natureza do filme, o management de Huey Lewis decidiu não dar autorização para a trilha sonora." Manager de Lewis, Bob Brown, afirmou que o músico não tinha visto o filme e que "nós sabiamos nada sobre um álbum de trilha sonora. Eles apenas foram em frente e colocaram o corte lá. Eu penso o que eles estão tentando fazer é angariar publicidade para eles mesmos." Em um entrevista de 2013 com Rolling Stone, Lewis afirmou que a violência no filme desempenhou nenhuma parte na decisão de não permitir a canção para ser incluída na trilha sonora. Ele reiterou a negação anterior de Bob Brown afirmando "Isso estava no USA Today e qualquer outro lugar. Isso dizia, 'Huey Lewis viu o filme e foi tão violento que ele puxou seu tom da trilha sonora.' Isso foi completamente inventado." Em adição, antes do início da fotografia principal, Whitney Houston recusou em permitir o uso de sua performance da canção "The Greatest Love of All" no filme; sua versão foi substituída por uma versão orquestrada de fácil escuta.
AllMusic classificou o álbum de trilha sonora em três de cinco estrelas.
American Psycho: Music from the Controversial Motion Picture
1. "You Spin Me Round (Like a Record)" – Dope (Dead or Alive cover)
2. "Monologue 1" – John Cale
3. "Something in the Air" (American Psycho Remix) – David Bowie
4. "Watching Me Fall" (Underdog Remix) – The Cure
5. "True Faith" – New Order
6. "Monologue 2" – John Cale
7. "Trouble" – Daniel Ash
8. "Paid in Full" (Coldcut Remix) – Eric B. & Rakim
9. "Who Feelin' It" (Philip's Psycho Mix) – Tom Tom Club
10. "Monologue 3" – M. J. Mynarski
11. "What's on Your Mind" (Pure Energy Mix) – Information Society
12. "Pump Up the Volume" – M/A/R/R/S
13. "Paid in Full" (Remix) – The Racket
14. "Monologue 4" (hidden track)

Outras canções que aparecem no filme mas não no álbum
1. "Walking on Sunshine" – Katrina and the Waves
2. "I Touch Roses" – Book of Love
3. "Hip to Be Square" – Huey Lewis and the News
4. "The Lady in Red" – Chris de Burgh
5. "If You Don't Know Me by Now" – Simply Red
6. "In Too Deep" – Genesis
7. "Sussudio" – Phil Collins
8. "Secreit Nicht" – Mediæval Bæbes
9. "Red Lights" – Curiosity Killed the Cat
10. "Simply Irresistible" – Robert Palmer
11. "Greatest Love of All" – Whitney Houston (Instrumental Version)
12. "Al Mirar Tu Cara" – Santiago Jimenez Jr.
13. "Enjoy the Silence" – Depeche Mode

## Lançamento
American Psycho estreou no 2000 Sundance Film Festival. A Motion Picture Association of America (MPAA) inicialmente deu ao filme uma classificação NC-17 por uma cena apresentando Bateman tendo um threesome com duas prostitutas. Os produtores retiraram aproximadamente 18 segundos de filmagem para obter uma R-rated versão do filme.

## Recepção
American Psycho debutou no Sundance Film Festival, onde isso polarizou audiências e críticos; alguns regaram o filme com elogios por sua escrita e performance de Christian Bale, outros com criticismo por sua violenta natureza. Em cima de seu lançamento fílmico, entretanto, o filme recebeu positivas revisões em cruciais publicações, incluindo The New York Times qual chamou isso uma "média e magra comédia de horror clássica". Isso foi comparado com Fight Club, em qual Leto também apareceu. No Rotten Tomatoes o filme tem uma classificação de aprovação de 69% baseada em 147 reviews, com uma ponderada média de 6.31/10. O consenso do website afirma "Se isso cai curtamente da mortal sátira do romance de Bret Easton Ellis, American Psycho ainda encontra sua própria mistura de horror e humor, graças em parte para uma apropriada performance arrepiante por Christian Bale."  Metacritic, qual usa uma média ponderada atribuiu ao filme uma pontuação de 64 de 100, baseada em 35 críticos, indicando "revisões geralmente favoráveis". Audiências pesquisadas por CinemaScore deram ao filme um grau médio de "D" em uma escala de A+ para F. Isso foi chamado o “próximo Fight Club”, qual Leto também apareceu dentro, pelo Guardian.
Roger Ebert deu ao filme três de quatro estrelas e considerando Christian Bale como sendo "heróico no caminho que ele permite o personagem saltar alegremente para a desprezabilidade; não há instinto de autopreservação aqui, e essa é uma marca de um bom ator". Em sua revisão para o Los Angeles Times, Kenneth Turan escreve, "A verdade difícil é que quanto mais visualizadores puderem modelar a si mesmos após o protagonista Bateman, mais eles podem distanciar a eles mesmos da realidade humana da escorregadia violência que preenche a tela e leva isso todos os tipos de uma piada legal, mais eles prováveis para apreciar este pedaço de trabalho natimorto, sem ponto". David Ansen da revista Newsweek escreve, "Mas após uma hora de dissecar a cultura do materialismo, narcisismo e ganância dos anos 80, o filme começa a repetir a si mesmo. Isso se torna mais terrível e surreal, mas não mais interessante." Em sua revisão para The Village Voice, J. Hoberman escreve, "Se qualquer coisa, Bale é muito sabido. Ele ansiosamente trabalha dentro das restrições das marcas de citação que Harron coloca ao redor de sua performance".
Peter Travers da Rolling Stone escreve, "sempre que Harron cava abaixo da terrível superfície em procura de sentimentos que não tinham sido dessensibilizados, o horrível e hilário American Psycho pode ainda atacar um nervo cru". Em uma de alguma forma positiva revisão para revista Slate, David Edelstein notou a brutalidade e conteúdo sexual atenuados em comparação para o romance e escreveu que o momento onde Bateman poupa sua secretária é quando "este filme unidimensional floresce como uma flor". Owen Gleiberman deu ao filme uma classificação "A&minus", escrevendo para Entertainment Weekly: "Por tratar o livro como matéria-prima para um exercício exuberantemente perverso na Nostalgia dos anos 80, [Harron] reformula os anos go-go como um template para a casualmente cultura de imagem/moda/consumidora de lavagem cérebral que emergiu deles. Ela tem feito um filme que é realmente uma parábola de hoje." Richard Corliss da revista Time escreve, "Harron e co-roteirista Guinevere Turner entendem o livro, e elas querem que seu filme seja entendido como uma comédia de costumes de período".
Bloody Disgusting classificou o filme no No. 19 em uma lista dos "Top 20 Horror Films of the Decade", com o artigo elogiando "A hilária vez perturbadora/sombria de Christian Bale como serial killer/homem de negócios de Manhattan Patrick Bateman, um papel que em retrospectiva poderia não ter sido interpretado por outro ator. ... Em seu melhor, o filme reflete nosso próprio narcisismo, e a rasa cultura americana da qual isso foi gerado, com penetrante eficácia. Muito do crédito por isso pode ir para diretora Mary Harron, cujas tendências fora de ordem são um bom complemento para o estilo único de Ellis."
O autor Ellis disse, "American Psycho foi um livro que eu não penso que precisaria ser transformado em um filme", como "o médio do filme demanda respostas", quais iriam fazer o livro "infinitamente menos interessante". Ele também disse que enquanto o livro tentava adicionar ambiguidade para os eventos e para confiabilidade de Bateman como um narrador, o filme apareceu para fazer eles completamente literais antes de confundir a questão bem perto do fim. Em uma aparição de 2014 no podcast WTF with Marc Maron, Ellis indicou que seus sentimentos em direção ao filme eram mais mistos que negativos; ele reiterou sua opinião que sua concepção de Bateman como um narrador não confiável não fez uma inteiramente sucedida transição da página para tela, adicionando que a narração de Bateman era tão não confiável que mesmo ele, como autor do livro, não saberia se Bateman estava honestamente descrevendo eventos que realmente aconteceram ou se ele estava mentindo ou mesmo alucinando. Entretanto, Ellis apreciou que o filme clarificou o humor para audiências que confundiram a violência do romance por flagrante misoginia como oposta para a deliberadamente exagerada sátira que ele intencionava, e gostou que isso deu ao seu romance "uma segunda vida" em introduzir isso para novos leitores. Ultimamente, Ellis disse "o filme estava okay, o filme estava bom. Eu apenas não pensei que isso precisasse ter sido feito."

## Mídia doméstica
Um DVD de edição especial foi lançado a 21 de julho de 2005. Nos EUA, duas versões do filme foram lançadas: uma versão R-rated e unrated. Para o lançamento cinemático da versão editada e R-rated nos EUA, os produtores retiraram cerca de 18 segundos de filmagem de uma cena apresentando Bateman tendo um threesome com duas prostitutas. Algum diálogo foi também editado: Bateman ordena uma prostituta, Christie, para se inclinar para que a outra, Sabrina, possa "see your asshole", qual foi editada para "see your ass". A versão não editada também mostra Bateman recebendo sexo oral de Christie. A versão uncut foi lançada em Blu-ray em 6 de fevereiro de 2007.

## Legado
O músico independente Miles Fisher cobriu a "This Must Be the Place (Naive Melody)" em seu autointitulado EP de 2009, Miles Fisher. O vídeo musical é uma homenagem para American Psycho, com Fisher imitando a performance de Christian Bale como Patrick Bateman.
A influência do filme pode ser vista no vídeo musical de Kanye West, "Love Lockdown" e o vídeo musical de Maroon 5, "Animals".
O filme tem gerado vários trabalhos acadêmicos que examinam o filme como uma forma de crítica social.
O personagem Bateman atribui equivocadamente uma citação de Edmund Kemper para Ed Gein, qual tem levado para isso ser confundido como tal por outros; Bateman diz: "Você sabe o que Ed Gein disse sobre as mulheres? ... Ele disse: 'Quando eu vejo uma garota bonita andando abaixo pela rua, eu penso em duas coisas. Uma parte de mim quer levar ela para sair, conversar com ela, ser realmente gentil e doce e tratar ela bem ... [a outra parte se pergunta] como seria a cabeça dela em uma estaca'."

### Sequela
Uma sequela direct-to-video, American Psycho 2, dirigida por Morgan J. Freeman e estrelando Mila Kunis, foi lançada em 2002. A única conexão da sequela com o original é a morte de Patrick Bateman (interpretado por Michael Kremko usando uma máscara de rosto), brevemente mostrada em um flashback. O filme foi denunciado pelo autor de American Psycho, Bret Easton Ellis. Em 2005, a estrela Mila Kunis expressou constrangimento sobre o filme, e falou contra a ideia de uma sequela. "Por favor—alguém pare isso," ela disse. "Escreva uma petição. Quando eu fiz aquele segundo, eu não sabia que isso iria ser American Psycho II. Isso foi supostamente para ser um projeto diferente, e isso foi reeditado, mas, ooh ... Eu não sei. Mau."

### Série de televisão
Em 10 de setembro de 2013, foi anunciado que FX e Lionsgate estavam desenvolvendo uma série de televisão de American Psycho que iria servir como uma sequela para o filme. Isso iria ser ambientado no presente, com Patrick Bateman em seus 50 anos, preparando um aprendiz (Andrew Low) para apenas ser como ele. Em abril de 2015, foi afirmado que o show estava ainda em desenvolvimento mas a partir de 2019 é presumido para ter sido cancelado ou no inferno do desenvolvimento.

## Obras citadas
- Cheung, Harrison (2012). Christian Bale: The Inside Story of the Darkest Batman. Dallas, Texas: BenBella Books. ISBN 9781936661640
- Lucas, Tim (2007). Mario Bava: All the Colors of the Dark. [S.l.]: Video Watchdog. ISBN 9780963375612